# Hanumappa Reddy Sudarshan

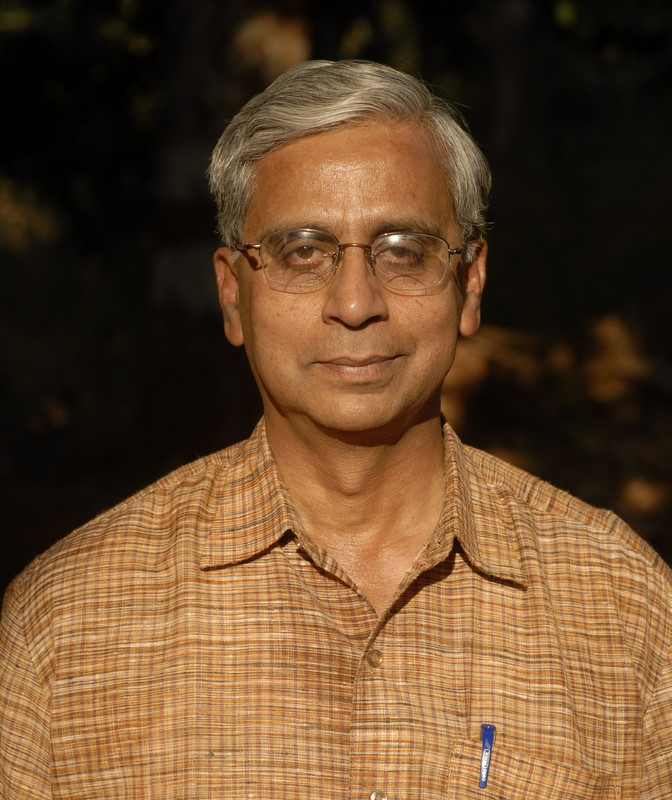
Hanumappa Reddy Sudarshan

Hanumappa Reddy Sudarshan (Kannada: ಡಾ. ಎಚ್. ಸುದರ್ಶನ್) (* 30. Dezember 1950 in Bangalore) ist ein indischer Arzt, der sich für die Rechte von Indigenen einsetzt und zusammen mit der von ihm gegründeten Vivekananda Girijana Kalyana Kendra (VGKK) 1994 den Right Livelihood Award erhielt.

## Medizinische Laufbahn
Sudarshan studierte am Bangalore Medical College Medizin und machte dort 1973 seinen Abschluss. Den Professortitel erlangte er an der Indira Gandhi National Open University (IGNOU). Von 1975 bis 1979 arbeitete er für die Ramakrishna-Mission. Diese Tätigkeit führte ihn in den Himalaya, nach Belur Math in Westbengalen und nach Ponnampet in Karnataka. 1980 arbeitete er auf den Biligiriranga Hills und lernte dort das Volk der Soliga kennen.

## Soziale Projekte

### Vivekananda Girijana Kalyana Kendra (VGKK)
1981 gründete er die Vivekananda Girijana Kalyana Kendra (VGKK). Diese Organisation setzt sich für die integrative Stammesentwicklung der indigenen Bevölkerung ein. Zunächst konzentrierte sich die Arbeit auf die halbnomadischen Soliga im Distrikt Chamarajanagar (Karnataka, Südindien). Später kamen Projekte mit anderen Stämmen dazu, die im Distrikt Mysuru (Karnataka), in Tamil Nadu, Arunachal Pradesh oder auf den Andaman und Nikobar Inseln beheimatet sind. Ziel ist es, die Stämme in die Zivilgesellschaft zu integrieren, ohne dabei ihre Wurzeln und Traditionen zu zerstören. Um dies zu erreichen, wurde die medizinische Versorgung der Stämme unter anderem durch den Bau von Kliniken und den Einsatz von mobilen Ärzteteams sichergestellt. Gleichzeitig wurde aber auch die Stammesmedizin und besonders das Wissen über Heilmittel gefördert. Es wurden Schulen gebaut, um die Ausbildung der Kinder zu verbessern. Alle Stammesmitglieder wurden im fürsorglichen Umgang mit ihrer Umwelt zur Bewahrung der Biodiversität geschult. Auch wurden die Stämme dabei unterstützt, sich selbst zu organisieren und Wahlen abzuhalten, um geschlossen für ihre Rechte kämpfen zu können. So konnten die Soliga einen großen Teil des Landes ihrer Ahnen erwerben. Gleichzeitig stieg auch der Anteil von Stammesmitgliedern, die einer regelmäßigen Arbeit nachgingen.

### Karuna Trust
Sudarshan gründete 1987 den Karuna Trust. Zunächst sollten dadurch finanzielle Mittel für die Bekämpfung von Lepra zur Verfügung gestellt werden. Im Laufe der Jahre erweiterte man das medizinische Programm, zum Beispiel mit der Hilfe für Tuberkulose-Patienten und kostenlosen Zahnbehandlungen. Auch werden über 30 Kliniken durch den Karuna Trust finanziert. Zwischen Karuna Trust und Vivekananda Girijana Kalyana Kendra besteht eine enge Verknüpfung.

### Weitere Tätigkeiten
Sudarshan war bzw. ist Mitglied in zahlreichen staatlichen Institutionen, wie auch in Nichtregierungsorganisationen, die sich mit Gesundheit, Ausbildung und sozialen Problemen beschäftigen.

## Auszeichnungen

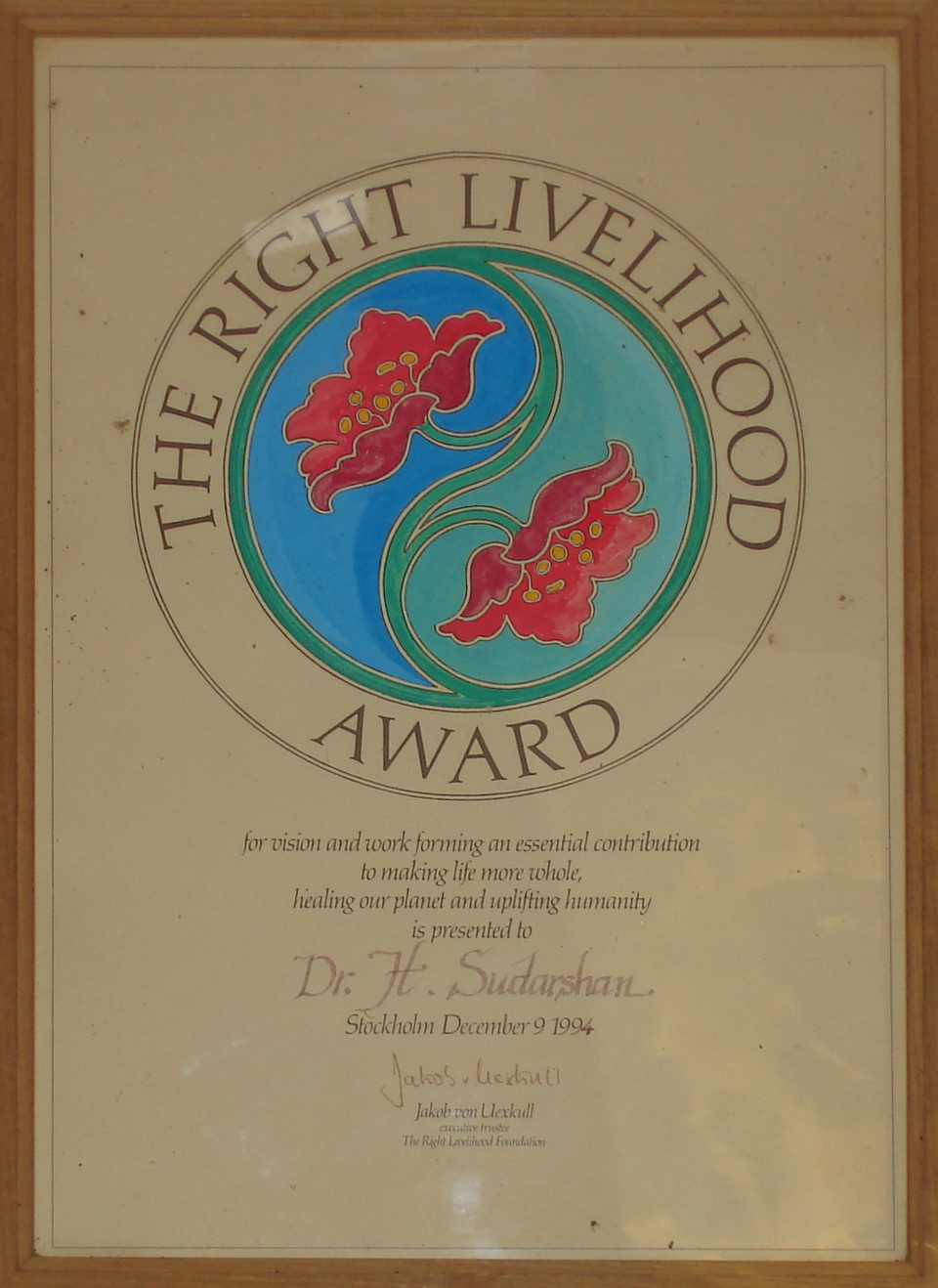
Urkunde zum Right Livelihood Award Sudarshans

1994 wurde Sudarshan der Right Livelihood Award überreicht für seine Arbeit bei Vivekananda Girijana Kalyana Kendra (VGKK).

## Zitate
- „Um Krankheiten zu eliminieren, musst Du die Armut beseitigen. Ich habe realisiert, dass der einzige Weg dies zu tun, es ist, die Menschen für die Erlangung ihrer Rechte zu organisieren.“
- „Gegen Armut gibt es keine Pille.“